# Anitta (cântăreață)
Larissa de Macedo Machado (n. 30 martie 1993), cunoscută sub numele de scenă Anitta, este o cântăreață, compozitoare, dansatoare şi actriță braziliană. Una dintre cele mai populare staruri pop din Brazilia, Anitta s-a făcut cunoscută în 2013, odată cu lansarea single-ului „Show das Poderosas”, care a ocupat prima poziție în Brasil Hot 100 Airplay. Anitta este manageriată de Shots Studios, o companie americană susținută de Justin Bieber.
Anitta a semnat un contract cu casa de discuri Warner Music Brasil în ianuarie 2013, cu ajutorul căreia și-a lansat primul album de studio, Anitta. În luna iulie a aceluiași an a primit trei discuri de aur și unul de platină din partea Pro-Música Brasil (în trecut Associação Brasileira dos Produtores de Discos). Al treilea single de pe album, „Show das Poderosas”, a ocupat prima poziție în aproape toate topurile braziliene. Videoclipul piesei a fost vizionat de peste 130 de milioane de ori pe YouTube. Albumul a fost vândut în nu mai puțin de 170.000 de copii, fiind lansat și în Portugalia. Ritmo Perfeito (2014), cel de-al doilea album al Anittei, a fost vândut în 45.000 de copii în prima lună de la lansare. În noiembrie 2014 a cântat la Premiile Latin Grammy, devenind astfel cel mai tânăr artist brazilian care a apărut vreodată în cadrul galei. În 2015 a lansat un al treilea album de studio intitulat Bang, certificat cu disc de platină în țara natală. În iulie 2017, împreună cu Major Lazer și drag queen-ul brazilian Pabllo Vittar, Anitta a lansat piesa „Sua Cara” de pe EP-ul „Know No Better”. Piesa a avut un succes fulminant în țara ei natală, iar videoclipul piesei este astăzi al doilea cel mai vizionat videoclip muzical de pe YouTube în primele 24 de ore, cu peste 25 de milioane de vizualizări.
În 2013, Anitta a dominat topul iTunes din Brazilia. Tot atunci a fost desemnată artistul anului. De asemenea, în 2013 a fost aleasă de Associação Paulista de Críticos de Arte ca revelația anului în muzică. Anitta este deținătoarea în trei rânduri a premiului pentru Cel mai bun artist brazilian la MTV Europe Music Awards și primul artist brazilian care câștigă premiul pentru Cel mai bun artist latino-american. Anitta și-a creat un cult în rândul fanilor, fiind urmărită de milioane de oameni pe rețele de socializare precum Facebook, Twitter sau Instagram. În 2017, Anitta a fost aleasă de Billboard ca al 15-lea cel mai influent artist din lume pe rețelele de socializare, devansând artiști precum Lady Gaga, Beyoncé, Shakira și Rihanna.

## Discografie

### Single-uri
Ca artist principal
| Titlu                                                                | An   | Poziții | Poziții | Poziții | Poziții | Poziții | Poziții | Poziții | Poziții | Poziții | Poziții | Poziții | Poziții  | Poziții | Certificări                                                      | Album          |
| Titlu                                                                | An   | BRA     | ARG     | CHE     | COL     | ESP     | FRA     | GRC     | ITA     | MEX     | PRT     | URY     | US Latin | VEN     | Certificări                                                      | Album          |
| -------------------------------------------------------------------- | ---- | ------- | ------- | ------- | ------- | ------- | ------- | ------- | ------- | ------- | ------- | ------- | -------- | ------- | ---------------------------------------------------------------- | -------------- |
| „Menina Má”                                                          | 2012 | —       | —       | —       | —       | —       | —       | —       | —       | —       | —       | —       | —        | —       |                                                                  | Anitta         |
| „Meiga e Abusada”                                                    | 2012 | 41      | —       | —       | —       | —       | —       | —       | —       | —       | —       | —       | —        | —       |                                                                  | Anitta         |
| „Show das Poderosas”                                                 | 2013 | 2       | —       | —       | —       | —       | —       | —       | —       | —       | 18      | —       | —        | —       | - PMB: aur                                                       | Anitta         |
| „Não Para”                                                           | 2013 | 4       | —       | —       | —       | —       | —       | —       | —       | —       | —       | —       | —        | —       |                                                                  | Anitta         |
| „Zen”                                                                | 2013 | 1       | —       | —       | —       | —       | —       | —       | —       | —       | —       | —       | —        | —       |                                                                  | Anitta         |
| „Blá Blá Blá”                                                        | 2014 | 2       | —       | —       | —       | —       | —       | —       | —       | —       | —       | —       | —        | —       |                                                                  | Ritmo Perfeito |
| „Cobertor” (feat. Projota)                                           | 2014 | 43      | —       | —       | —       | —       | —       | —       | —       | —       | —       | —       | —        | —       |                                                                  | Ritmo Perfeito |
| „Na Batida”                                                          | 2014 | 3       | —       | —       | —       | —       | —       | —       | —       | —       | —       | —       | —        | —       |                                                                  | Ritmo Perfeito |
| „Ritmo Perfeito”                                                     | 2014 | 2       | —       | —       | —       | —       | —       | —       | —       | —       | —       | —       | —        | —       |                                                                  | Ritmo Perfeito |
| „No Meu Talento” (feat. MC Guimê)                                    | 2015 | 14      | —       | —       | —       | —       | —       | —       | —       | —       | —       | —       | —        | —       |                                                                  | Ritmo Perfeito |
| „Deixa Ele Sofrer”                                                   | 2015 | 7       | —       | —       | —       | —       | —       | —       | —       | —       | —       | —       | —        | —       |                                                                  | Bang!          |
| „Bang!”                                                              | 2015 | 9       | —       | —       | —       | —       | —       | —       | —       | —       | —       | —       | —        | —       |                                                                  | Bang!          |
| „Essa Mina É Louca” (feat. Jhama)                                    | 2016 | 14      | —       | —       | —       | —       | —       | —       | —       | —       | —       | —       | —        | —       |                                                                  | Bang!          |
| „Cravo e Canela” (feat. Vitin)                                       | 2016 | 34      | —       | —       | —       | —       | —       | —       | —       | —       | —       | —       | —        | —       |                                                                  | Bang!          |
| „Sim ou Não” (feat. Maluma)                                          | 2016 | 15      | —       | —       | —       | —       | —       | —       | —       | 42      | 45      | —       | —        | —       |                                                                  |                |
| „Paradinha”                                                          | 2017 | 3       | —       | —       | 48      | —       | —       | —       | —       | —       | 54      | 14      | —        | —       |                                                                  |                |
| „Is That for Me” (feat. Alesso)                                      | 2017 | 41      | —       | —       | —       | —       | —       | —       | —       | —       | 53      | —       | —        | —       |                                                                  |                |
| „Downtown” (feat. J Balvin)                                          | 2017 | 33      | 15      | 73      | 9       | 8       | —       | 65      | —       | —       | 7       | 14      | 14       | 33      | - AFP: aur - Promusicae: platină                                 |                |
| „Vai Malandra” (feat. MC Zaac, Maejor, Tropkillaz & DJ Yuri Martins) | 2017 | 24      | —       | —       | —       | —       | —       | —       | —       | —       | 4       | —       | —        | —       | - AFP: aur                                                       |                |
| „Machika” (feat. J Balvin & Jeon)                                    | 2018 | 99      | 17      | 94      | 1       | 14      | 185     | —       | 76      | 45      | 32      | —       | 10       | 19      | - PMB: platină - Amprofon: aur - Promusicae: aur - RIAA: platină |                |
| „Indecente”                                                          | 2018 | 51      | —       | —       | —       | —       | —       | —       | —       | —       | 58      | —       | —        | —       |                                                                  |                |

Ca artist secundar
| Titlu                                                            | An   | Poziții | Poziții | Poziții | Poziții | Poziții | Poziții | Poziții  | Poziții | Certificări        | Album                              |
| Titlu                                                            | An   | BRA     | BRA Pop | AUS     | BOL     | ECU     | PRT     | US Dance | VEN     | Certificări        | Album                              |
| ---------------------------------------------------------------- | ---- | ------- | ------- | ------- | ------- | ------- | ------- | -------- | ------- | ------------------ | ---------------------------------- |
| „Blecaute” (feat. Jota Quest & Nile Rodgers)                     | 2015 | 39      | —       | —       | —       | —       | —       | —        | —       |                    | Pancadélico                        |
| „Ginza” (feat. J Balvin)                                         | 2016 | —       | —       | —       | —       | —       | —       | —        | —       |                    | Energía                            |
| „Faz Parte” (feat. Projota)                                      | 2016 | 78      | —       | —       | —       | —       | —       | —        | —       |                    | 3Fs (Ao Vivo)                      |
| „Loka” (feat. Simone & Simaria)                                  | 2017 | 6       | —       | —       | —       | —       | —       | —        | —       | - PMB: 3 × diamant | Duetos                             |
| „Você Partiu Meu Coração” (feat. Nego do Borel & Wesley Safadão) | 2017 | 21      | 1       | —       | 1       | —       | 21      | —        | —       | - PMB: 2 × diamant |                                    |
| „Switch” (feat. Iggy Azalea)                                     | 2017 | —       | —       | 180     | —       | —       | 70      | —        | —       | - PMB: platină     |                                    |
| „Sua Cara” (feat. Major Lazer & Pabllo Vittar)                   | 2017 | 49      | 5       | —       | —       | 59      | 8       | 4        | 46      | - AFP: platină     | Know No Better                     |
| „Will I See You” (feat. Poo Bear)                                | 2017 | 29      | 1       | —       | —       | —       | —       | —        | —       |                    | Poo Bear Presents: Bearthday Music |
| „Coladinha em Mim” (feat. Gustavo Mioto)                         | 2017 | —       | —       | —       | —       | —       | —       | —        | —       |                    | Ao Vivo em São Paulo/SP            |
| „Romance com Safadeza” (feat. Wesley Safadão)                    | 2018 | —       | —       | —       | —       | —       | —       | —        | —       |                    |                                    |

## Premii și nominalizări
| An   | Premii                  | Categorie                               | Lucrare                                              | Rezultat     |
| ---- | ----------------------- | --------------------------------------- | ---------------------------------------------------- | ------------ |
| 2014 | MTV Europe Music Awards | Cel mai bun artist brazilian            |                                                      | Câștigat     |
| 2014 | MTV Europe Music Awards | Cel mai bun artist latino-american      |                                                      | Nominalizare |
| 2014 | Premiile Latin Grammy   | Cel mai bun cântec brazilian            | „Zen”                                                | Nominalizare |
| 2015 | Kids' Choice Awards     | Artistul favorit din Brazilia           |                                                      | Nominalizare |
| 2015 | MTV Europe Music Awards | Cel mai bun artist brazilian            |                                                      | Câștigat     |
| 2015 | MTV Europe Music Awards | Cel mai bun artist latino-american      |                                                      | Câștigat     |
| 2016 | Kids' Choice Awards     | Artistul favorit din Brazilia           |                                                      | Nominalizare |
| 2016 | Prêmio Jovem Brasileiro | Cea mai bună cântăreață                 |                                                      | Câștigat     |
| 2016 | MTV Europe Music Awards | Cel mai bun artist brazilian            |                                                      | Câștigat     |
| 2016 | Premiile Latin Grammy   | Cea mai bună fuziune urbană/performanță | „Pra Todas Elas” (împreună cu Tubarão și Maneirinho) | Nominalizare |